# Anastasija Kazakul
Anastasija Valer'evna Kazakul (in russo Анастасия Валерьевна Казакул?; 19 novembre 1982) è una fondista russa.

## Biografia
In Coppa del Mondo ha esordito l'8 gennaio 2000 a Mosca (53ª) e ha ottenuto il primo podio il 6 febbraio 2011 a Rybinsk (3ª). Non ha partecipato né a rassegne olimpiche né iridate.

## Palmarès

### Coppa del Mondo
- Miglior piazzamento in classifica generale: 67ª nel 2006
- 1 podio (a squadre):
  - 1 terzo posto